# Metagonia auberti
Metagonia auberti är en spindelart som beskrevs av Lodovico di Caporiacco 1954. Metagonia auberti ingår i släktet Metagonia och familjen dallerspindlar.
Artens utbredningsområde är Franska Guyana. Inga underarter finns listade i Catalogue of Life.